# Фронтови театри
Фронтови театри са театрални трупи, съществуващи по време на войните водени от България. Те са създавани като пътуващи театри, имащи за цел да повдигат духа на българската армия.

## История
По време на Първата световна война се формира войнишка театрална самодейност. Същевременно с това Министерство на войната подпомага финансово театралните състави към отделните дивизии. Един от първите театри е „Полски театър“ на Борис Руменов, по-известен като Борю Зевзека. Той се формира през 1913 г. към Първа пехотна софийска дивизия. Наследник е на пътуващия театър „Барабанистите“. В него играят Иван Янев, Х. Гандев, Живко Оджаков. Поставят се основно комедийният спектакъл „Балканска комедия“ и оперетата „Софийци пред Букурещ“. През 1913 г. се създава и Театърът на Четвърта пехотна преславска дивизия, ръководител е Александър Гюров. Сформира се от част от актьорите на пътуващия театър „Зора“. По-известните трупи от Първата световна война са на Българския военен театър „Поморавия“ към Втора пехотна тракийска дивизия, съставен от актьори на Пловдивския градски театър. Представленията им са предназначени, както за армията, така и за жителите на Неготин, Ниш, Зайчар, Пожарево. От разформирования пътуващ театър на Борис Пожаров, се създава военният театър „Опълченец“.
В заключителната част на Втората световна война, по време на войната срещу Германия, се формират фронтови театри, които са подчинени на помощник-командирската институция. Създадени са за пропагандна дейност сред армията, чрез изнасяне на естрадни програми, руски и съветски пиеси. Това са театрите:
- Фронтов театър „Народна естрада“ с ръководител-режисьор Лена Ченчева, драматург е Анжел Вагенщайн
- Фронтов театър „Студио фронтовак“ към щаба на Първа българска армия с ръководител Георги Стаматов и заместник Филип Филипов
- Фронтов театър „Трибуна“ с ръководител Изидор Хершкович, от 1945 г. – Александър Гиргинов
- Фронтов театър „Младост“ с режисьор-командир Любомир Огнянов-Ризор